# 联纺东街道
联纺东街道，是中华人民共和国河北省邯郸市丛台区下辖的一个乡镇级行政单位。

## 行政区划
联纺东街道下辖以下地区：
和平里社区、广乐里社区、永和里社区、新华里社区、跃进里社区、永安里社区、建元社区和迎宾社区。